# The Grand Camouflage
The Grand Camouflage és un assaig de l'historiador britànic Burnett Bolloten publicat l'any 1977.
Se centra en l'anàlisi de la revolució social a l'estat espanyol del 1936, i és una traducció més elaborada i extensa de The Grand Camouflage: the communist conspiracy in the spanish civil war d'Elisabeth Scheidel-Buchet, publicada simultàniament l'any 1961, a la Gran Bretanya i als Estats Units.
La tesi de Bolloten és: "Tot i que l'esclat de la Guerra Civil de Franco el juliol del 1936 va ser seguit per una revolució social de gran abast en el camp antifranquista —més profunda en alguns aspectes que la revolució bolxevic en les seues primeres etapes— milions d'il·lustrats fora de l'estat espanyol se'n van mantenir en la ignorància, no sols de la seua profunditat, de la seua multiplicitat i de la seua política cap paral·lelisme a la història".

## Argument

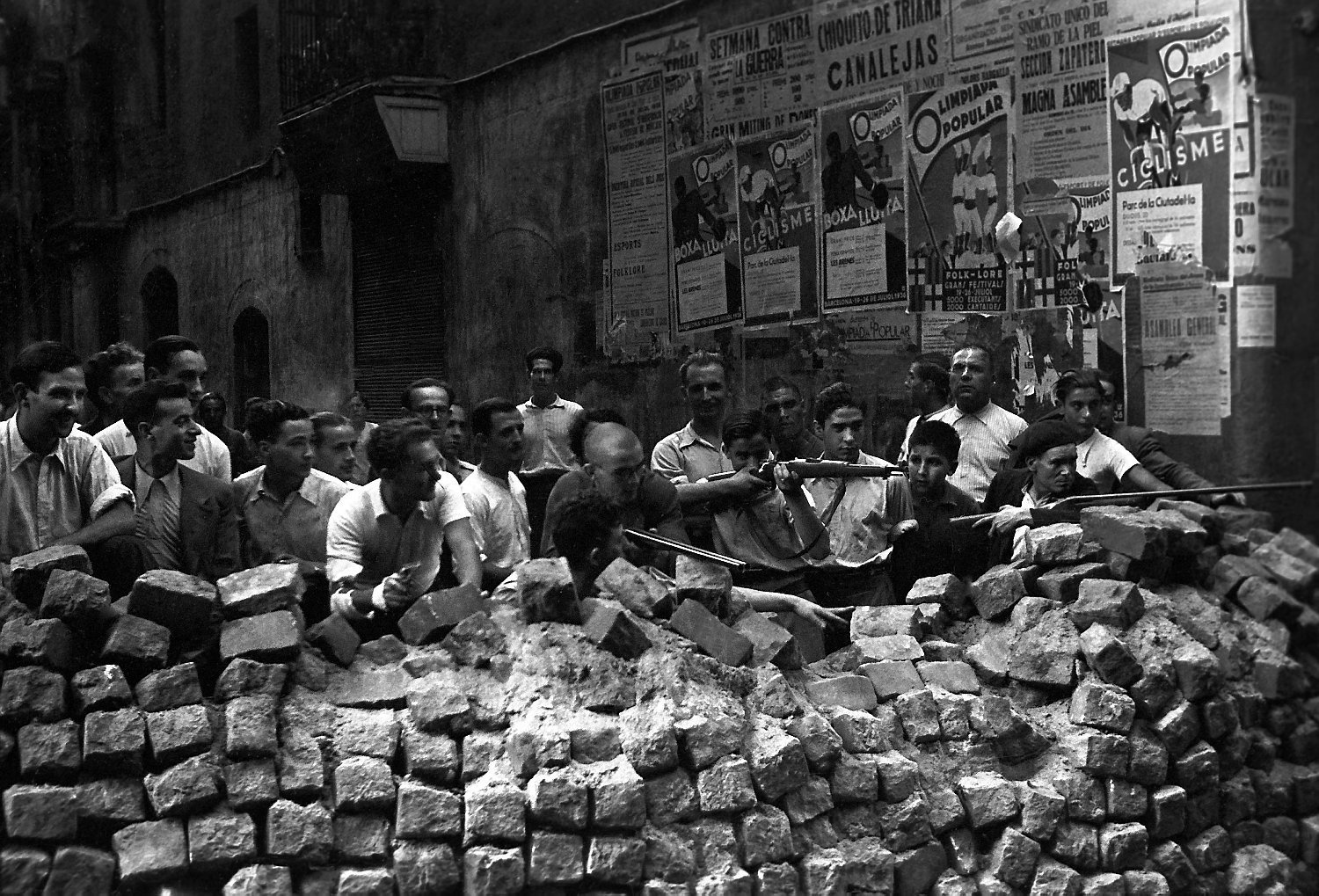
Barcelona, 19 de juliol del 1936

Burnett Bolloten, corresponsal d'United Press International, no tenia una posició política massa definida a l'inici dels fets. Tenia vagues simpaties pels estalinistes i, sense dubte, gràcies a això aconsegueix obtenir les confidències de molts d'ells.
Després de l'Homenatge a Catalunya de George Orwell, Gerald Brenan (Le Labyrinthe espagnol), Franz Borkenau (Spanish cockpit) i Vernon Richards (Enseignements de la révolution espagnole), i utilitzant una àmplia documentació d'un gran recull de fonts primàries que ha acumulat al llarg dels anys, Burnett Bolloten en desenvolupa dos temes generals.

### Revolució social i Guerra Civil
Estudia l'abast de la revolució social produïda arran de l'aixecament feixista del 17 i 18 de juliol del 1936, que remodelà considerablement l'organització política de la zona republicana, sobretot amb la creació de comités revolucionaris, de noves estructures de poder econòmic i polític, en gran part controlades i dirigides pels sindicats obrers: la Confederació Nacional del Treball (anarcosindicalista) i la Unió General de Treballadors (socialista). Descriu l'aparició del comunisme llibertari en innombrables pobles i ciutats.
Burnett Bolloten argumenta que l'acarnissada lluita per l'hegemonia política a la zona republicana provocà la creixent influència del Partit Comunista i del Partit Socialista Unificat de Catalunya, que eliminaren o absorbiren els oponents: els anarcosindicalistes (la majoria de Catalunya) i els marxistes dissidents del Partit Obrer d'Unificació Marxista, però també els socialistes. Amb el prestigi de la Unió Soviètica (lliuraments de material militar), els comunistes van prendre el control de la vida política, sobretot durant els Fets de Maig del 1937 a Barcelona, i van trencar l'impuls de la revolució social en el marc de l'estratègia definida per la Internacional Comunista de Moscou.

### La més singular de les revolucions col·lectivistes del segle XX
Per a l'autor: "La revolució social de l'estat espanyol del 1936 fou la més inusual de les revolucions col·lectivistes del segle XX. És l'única revolució radical i violenta que s'ha produït en un estat d'Europa occidental i l'única que, tot i la creixent hegemonia comunista, fou realment pluralista, impulsada per multitud de forces, sovint competidores i hostils. Incapaç d'oposar-se obertament a la revolució, la burgesia s'adaptà al nou règim amb l'esperança que el curs dels fets canviàs. La impotència manifesta dels seus partits impulsà molt aviat els liberals i els conservadors a cercar una organització capaç de deturar el corrent revolucionari llançat pels sindicats anarquistes i socialistes. Poques setmanes després del començament de la revolució, una organització encarnava totes les esperances immediates de la petita i mitjana burgesia: el partit comunista".
Per a Burnett Bolloten,"més que un conflicte entre la democràcia i el feixisme, la Guerra Civil de Franco alliberà les energies d'una profunda revolució social que només podia pretendre derrotar el feixisme".

## Revisions i informes
L'any 1961, la publicació The Grand Camouflage provocà polèmica i va portar l'autor a una nova edició, La Révolution espagnole: la gauche et la lutte pour le pouvoir, més completa i argumentada.
El llibre s'ha convertit en una lectura obligada per a qualsevol historiador de la Guerra Civil del 1936. És una obra clau per a Gabriel Jackson, Miquel Amorós i Bartolomé Bennassar. Guy Debord compara el to utilitzat per Burnett Bolloten amb el de Tucídides i Nicolau Maquiavel pel seu costat impassible i objectiu. Pel que fa a Miquel Amorós, considera que l'obra de Bolloten és el millor sobre la Guerra Civil.
Segons l'escriptor Carlos Semprún Maura: "Després de quaranta anys de censura franquista -i una mala consciència postfranquista-, els estalinistes de l'estat espanyol van aconseguir imposar una imatge heroica i democràtica de la seua activitat, en realitat totalment contrarevolucionària i repressiva, durant la Guerra Civil. Alguns llibres ja han exposat aquesta mistificació (el millor dels quals és probablement The Grand Camouflage de Burnett Bolloten)".

## Posteritat
- The Spanish revolution: the Left and the struggle for power during the Civil War, Chapel Hill, University of North Carolina Press, 1979, OCLC 3845344.
- La revolución española: sus orígenes, la izquierda y la lucha por el poder durante la guerra civil, 1936-1939, Barcelona, Ediciones Grijalbo, 1980, OCLC 9331606.

El text es va reeditar per Edicions Agone l'any 2014 amb el títol La Guerre d'Espagne - Révolution et contre-révolution (1934-1939), que abasta tot el període de la Guerra Civil, des del 1936 fins al 1939, amb la diferència que només tracta sobre la primera fase de la guerra i els processos revolucionaris i contrarevolucionaris. És el fruit de cinquanta anys d'investigació i anàlisi.